# 瑞風新能源
中國瑞風新能源控股有限公司，簡稱中國瑞風新能源控股、中國瑞風新能源、以及中國瑞風（英語：China Ruifeng Renewable Energy Holdings Limited，港交所：0527），在2010年8月24日，由銀河半導體控股有限公司換取上市而來，在2001年成立，名為「承德瑞風新能源風電設備有限公司」，前身「中國瑞風銀河新能源控股有限公司」。
現時業務在中國內地經營风电场运营、风电设备制造、电网建设和二极管制造（在2013年5月出售），董事長為李保勝，總裁為張志祥。
總部位於香港干诺道中168-200号信德中心西座10楼1012室。

## 連結
- C-Ruifeng.com （页面存档备份，存于）